# Born to Fly
Born to Fly é o terceiro álbum de estúdio da cantora Sara Evans, lançado em 10 de Outubro de 2000.
| Críticas profissionais                                                      | Críticas profissionais |
| Avaliações da crítica                                                       | Avaliações da crítica  |
| Fonte                                                                       | Avaliação              |
| --------------------------------------------------------------------------- | ---------------------- |
| allmusic                                                                    | [ 2 ]                  |
| Esta tabela precisa de ser acompanhada por texto em prosa. Consulte o guia. |                        |

## Faixas
1. "Born to Fly" (Sara Evans, Marcus Hummon, Darrell Scott) — 5:36
2. "Saints & Angels" (Victoria Banks) — 4:24
3. "I Could Not Ask for More" (Diane Warren) — 4:49
4. "I Keep Looking" (Evans, Tom Shapiro, Tony Martin) — 4:36
5. "I Learned That from You" (Tony Lane, Jess Brown) — 5:09
6. "Let's Dance" (Evans, Randy Scruggs) — 4:05
7. "Why Should I Care" (Evans, Shapiro, Martin) — 3:46
8. "Four-Thirty" (Hillary Lindsey, Bill Lloyd) — 4:32
9. "Show Me the Way to Your Heart" (Evans, James LeBlanc) — 3:54
10. "You Don't" (Evans, Aimee Mayo, Ron Harbin) — 5:11
11. "Every Little Kiss" (Bruce Hornsby) — 6:04

## Desempenho nas paradas musicais
| Parada musical (2000)           | Posição |
| ------------------------------- | ------- |
| Estados Unidos - Country Albums | 6       |
| Estados Unidos - Billboard 200  | 55      |